# Waldorf Hilton
A Waldorf Hilton, eredetileg egyszerűen Waldorf Hotel ötcsillagos szálloda Londonban, a West Enden, Aldwychnél. A Hilton Hotels üzemelteti.

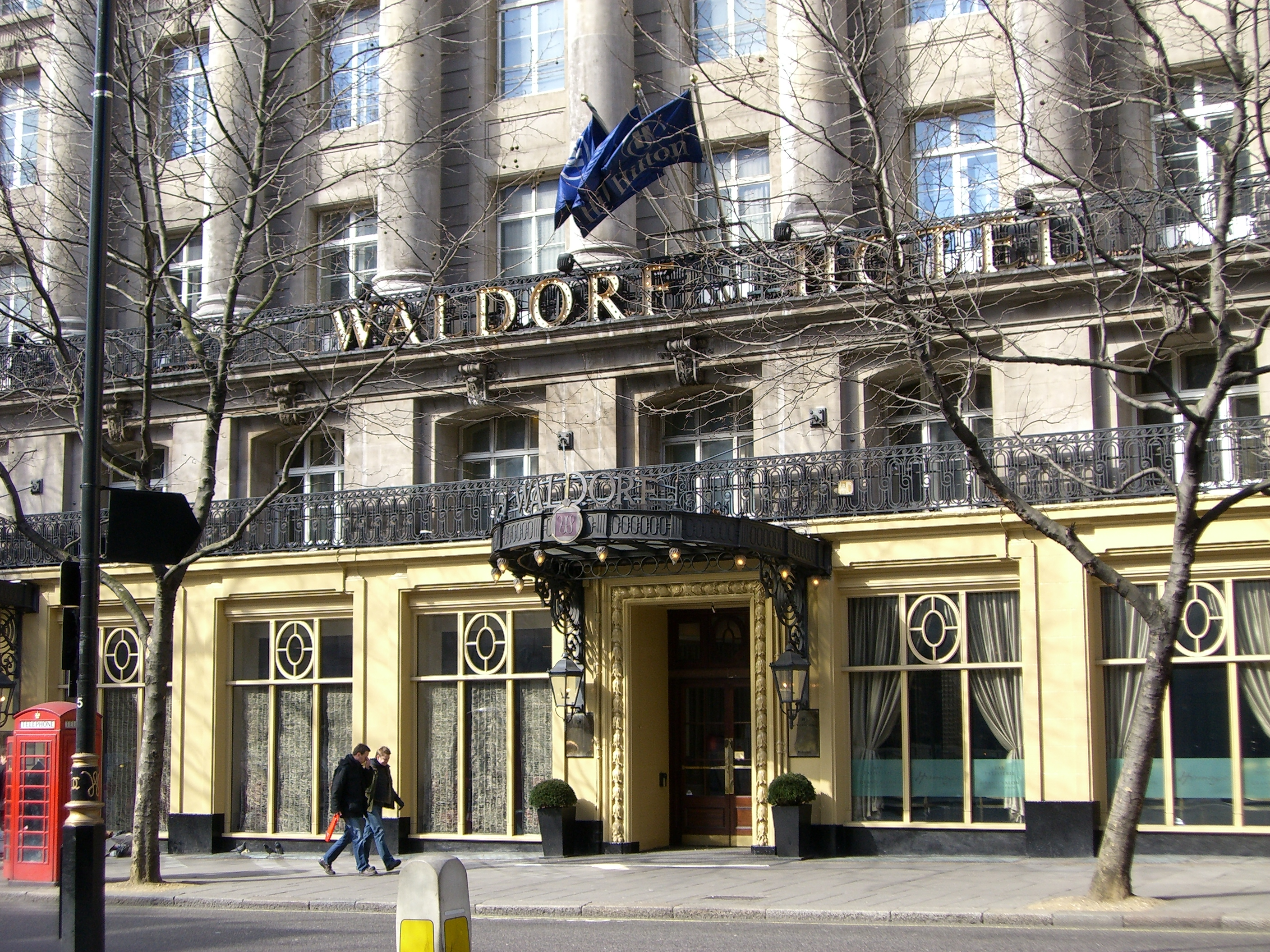
A bejárat

A szállodát 1908-ban építették. Egy 35 millió fontos újrabútorozást követően 2005-től a belső terek többsége már a 21. század stílusát hordozza magán.
A cég elődjét 1893-ban alapították New Yorkban. Később egyesült az egyik nagy ellenfelével, az Astoriával.